# 天才クイズ
『天才クイズ』（てんさいクイズ）は、1967年7月26日から2004年9月25日まで中部日本放送（CBC）で放送された視聴者参加型のクイズ番組。全1930回。敷島製パンの一社提供で後に「Pasco」名義となる。CBCホールで公開収録が行われていた。当初はモノクロ映像・モノラル音声で放送が開始されたが、映像は翌1968年1月31日からカラー放送に、音声は1991年10月5日からステレオ放送となった。

## 概要
1963年4月〜1967年7月まで放送された小・中学生参加による教養クイズ番組「さくらんぼ教室」の同学年の小・中学生ペア計5組が科学分野を中心とした各種設問に答えるという番組内容をさらに発展させるかたちで1967年7月26日より放送を開始。以来、2004年9月まで37年2か月間もの長きに渡って放送された長寿番組であり、東海地区在住の小学生たちが参加するCBCテレビのローカル番組として『どんぐり音楽会』とともに親しまれた。
開始当初はモノクロ放送だった。その後CBCがスタジオカラーカメラを導入したことを受け、番組開始から約半年後の1968年1月31日からカラー放送となった。
2021年5月時点の総出場者数は、延べ11万2,704人。これは名古屋市立の小学校の児童数とほぼ同じであり、バンテリンドームナゴヤの収容人数（5万人）を2度満席にしても収まりきらないほどの小学生たちがCBCテレビを訪れた計算となる。
丘灯至夫作詞・中村八大作曲によるテーマ曲は、途中でかなりのアレンジが加えられたものの番組開始から終了まで一貫して不変で、クイズに参加中の子供が他の参加者の○×帽子の色を気にして周囲を見て安心したり不安になったりする様子を歌ったものであり、親子両世代に亘って幅広い視聴者層に親しまれた。「答えっはっ⋯イエ～～ス！（ンノ～～～！）」という天才博士の長い溜めも、番組を知る東海地方出身者には馴染みが深い
。ただし1990年代後半以降においては溜めの部分でCMに入ることも多かった。なお、主題歌以外のBGMは、天才博士が初代から二代目に変わるときと2001年のリニューアル時とに大幅に変更された。
この番組が打ち立てた37年2か月の放送期間は、2012年5月までテレビのクイズ番組最長記録を保持し続けていた。CBCテレビの放送エリアである愛知県・岐阜県・三重県では、イベントや文化祭などでこの『天才クイズ』を模した○×クイズが頻繁に行われるなど、同エリアでは非常に知名度の高い番組であった。
フレッド・スケピシ監督作品映画『ミスター・ベースボール』内で中日ドラゴンズのロッカールーム内のテレビに『天才クイズ』の模様が映し出されている。
1993年に中日本リースがリリースしたアーケードゲーム「クイズチャンネルクエスチョン」で、選択した番組によっては解答によって天国にも災いにもなるような選択である「天災クイズ」のパートが盛り込まれることがあった。これは中日本リースが名古屋の会社であったが故とみられる。
NHKアナウンサー・糸井羊司は小学校6年生のときに天才賞を獲得し、いまでもクイズが持ちネタとなっている。他にも、「アタック25」や「THEクイズ神」などでクイズ王として名を馳せる安藤正信も出場したが、7問目にて敗退した。
神奈川県横浜市の放送ライブラリーにおいて、斉藤ゆう子司会時代の1986年9月20日に放送された「番組1000回記念親子大会」と「オトナの天才クイズ」が公開されている。

## 基本放送時間
いずれもJST、CBCテレビでの放送時間。
- 水曜 18:00 - 18:30 （1967年7月 - 1973年9月）
- 土曜 17:30 - 18:00 （1973年10月 - 2004年9月）
- 1980年10月18日からは、信越放送（SBC・長野県）にもネットされた。当初はCBCテレビとの同時ネットだったが[7]、後に遅れネットへと移行した。スポンサーについてはCBCテレビと同じく敷島製パンの一社提供だった。
  - 制作クレジットは、ローカル番組時は「CBC」表記だったが、SBCへのネット開始以後は時期により「CBC」と「中部日本放送」[* 6]のいずれかだった[* 7]。

## 出演者

### 司会
- 初代 久里千春（1967年7月 - 1973年12月）
- 2代 高松しげお（元漫才師・晴乃タック、1974年1月 - 1983年12月）
- 3代 斉藤ゆう子（現・斉藤祐子 1984年1月 - 1994年5月）
- 4代 林家こぶ平（現・林家正蔵 1994年6月 - 2004年9月）

### 出題者
- 天才博士（声は鎌田吉三郎。新天才クイズ～2023夏～以降はCBCテレビアナウンサーの永岡歩が担当）
  - 博士のキャラクターは放送時期によって異なる。初代は金属製と思しき銀色を主体とした円筒形のパーツを組み合わせたようなレトロ風味の着ぐるみロボット。初代司会の久里千春と共に活躍した。この時期のみ「ロボット博士」と呼ばれていたが、番組を振り返るときなどには「初代天才博士」として扱われる。出題時に「〜である、ピープ〜!」と1オクターブで言うのが特徴。両手に、子どものかぶる帽子と同じ意匠の〇✕が描かれたバケツのようなものをはめており、正解発表時は該当する側の腕が上がる。
  - 2代目は西洋人のような彫りの深いグロテスク[5]な顔立ちの初老の男性。「見た目が怖い」「恐怖で子供が泣きわめいてしまう」との声もあった。大きな顔面に丸い瓶底メガネ、板垣退助のような豊かに蓄えた白ヒゲ、後述する天才賞の子が被るものと同じだがサイズははるかに大きい黒い角帽と赤いマントが特徴。歴代博士では当代のみセット中央据え置きの操演キャラクターだった。首から上のみを露出し、その下は箱状のセットに隠れている。高松しげお時代から斉藤ゆう子時代の途中まで活躍。斉藤曰く、「私が最初に出演したときは妖怪図鑑の3ページ目には載っているような顔で…。迫力があったぁ[8]。」
  - 3代目は白衣を着た中年博士風の着ぐるみ。当時MCであった斉藤が芸能界入りする前にアルバイトしていた、大阪府の着ぐるみ制作企業・ラックにて誂られた。斉藤のために、つぶらな瞳のポップで愛らしいマスコットキャラクターへと大幅にデフォルメされた[* 8][8]。サザエさんの登場人物・磯野波平を思わせる禿頭に、大きなダンゴ鼻の下には黒いひげを丸く蓄えている。夏など季節によっては白衣が水色などに変更されることもあった。斉藤ゆう子時代の途中から登場、最終回まで活躍した。斉藤ゆう子時代に、4問目の終了時に、シキシマパンのお知らせとして天才博士本人によるインフォマーシャルもやっていた。レギュラー放送終了後の特番では、当代がパペットとして出演していたが、2023年からはは新たに作り直した着ぐるみで登場した。
- 八島洋子
- 中村美恵

### アシスタント
- 岩井美樹
- 平井洋子
- 原科博子
- 稲葉よう子
- 加藤直子
- 大橋麻美子（当時CBCアナウンサー、2001年4月 - 2003年3月）
- 丸山蘭那（当時CBCアナウンサー、2003年4月 - 2004年9月）

### コーナー担当
- 藪下貴子
- 桜沢信司（当時CBCアナウンサー、現・同局報道部　1999年頃にメロンパンを模した被り物をかぶり「タイムトリッパン」というコーナーを担当していた）

その他

## スタッフ
レギュラー時代
- 演奏：富田一照トリオ
- 構成：柴田伸之
- プロデューサー：井戸田州平
- ディレクター：千藤洋

復活特番時代
2024年春
- ナレーター：渡辺美香
- 構成・問題作成：矢野了平
- 美術技術協力︰CBC Dテック
- ディレクター︰山田もと子、大井誠、杉山雄哉、鈴木陽、鬼頭香帆、中江太一、瀬古侑紗、松尾一平
- チーフディレクター︰畑本将嗣
- プロデューサー︰平岩莉央、宇野祐司
- 制作協力︰コックスプロジェクト

2024年夏
- ナレーター：山内彩加
- 構成・問題作成：矢野了平
- 美術技術協力︰CBC Dテック
- ディレクター︰山田もと子、大井誠、杉山雄哉、鈴木陽、鬼頭香帆、中江太一、瀬古侑紗、松尾一平、上野真白
- チーフディレクター︰畑本将嗣
- プロデューサー︰宇佐美浩伯、宇野祐司
- チーフプロデューサー︰平岩莉央
- 制作協力︰コックスプロジェクト

2024年冬
- ナレーター：加藤由香
- 構成・問題作成：矢野了平
- 美術技術協力︰CBC Dテック
- ディレクター︰山田もと子、大井誠、杉山雄哉、鈴木陽、鬼頭香帆、中江太一、瀬古侑紗、松尾一平、上野真白
- チーフディレクター︰畑本将嗣
- プロデューサー︰宇佐美浩伯、宇野祐司
- 統括プロデューサー︰原慎弥
- 協力︰ザットインターナショナル
- 制作協力︰コックスプロジェクト

2025年夏
- ナレーター：加藤由香
- 構成・問題作成：矢野了平
- TD：住田清志
- VE：角祥太
- 撮影：川瀬かなえ
- 音声：中村翔子
- 照明：寺田吉宏
- 美術統括・デザイナー；岡田慈
- 美術進行・大道具：第一舞台
- 電飾：アクロス
- 編成：松本年弘
- 番宣：中村友寛、丸山蘭那
- WEB：江邑竜也
- 配信：長谷川将之、服部幸成
- メイク：ドゥーエイト
- 編集：島崎道也
- CG：田中彩花
- イラスト：酒井福人
- 整音：夏原拓朗
- 音響効果：宮田勝司
- 美術技術協力：CBC Dテック
- 事務局：松岡亜矢子、若林里奈
- アシスタント：今西由香
- ディレクター：山田もと子、大井誠、鬼頭香帆、鈴木陽、中江太一、瀬古侑紗、松尾一平、上野真白、内田愛心、田島壮梧
- チーフディレクター：畑本将嗣
- プロデューサー：宇佐美浩伯、宇野祐司
- 統括プロデューサー：原慎弥
- 制作協力：コックスプロジェクト

## 番組ルール

### 番組開始 - 2001年4月

#### ルール
- 男子30人の「ボーイズチーム」と女子30人の「ガールズチーム」に分かれて対戦だが、解答は全て個人戦。この当時は個人での出場応募が基本だが、1通での応募でのグループ参加も認められており、グループ参加希望は最大5人（のちに3人）というルールがあった。
- 問題数は放送開始時より1984年ごろまでは12問（前半は相談あり6問、後半は相談なし6問）、1985年ごろより10問（前半4問、後半6問）、1997年ごろより大幅なリニューアルまで8問（前半4問、後半4問）。問題文が「...である？」となっていて、それに対し正しいか間違っているかをYesかNoを解答。司会者の「はい、（帽子を）被りましょう!」の掛け声の後に、Yesの場合は「Yes!」と言いながら○のマークが入った白い帽子を被り、Noの場合は「No!」と言いながら×のマークが入った赤い（番組初期は紺色[* 9]）帽子を被る。この帽子は参加記念に貰える。
  - 問題の中には、「街角博士」として、街の労働者がVTRで出題する問題や、3択の選択肢を出した後、「正しいのは1番である？」と強引にYes/Noクイズに置き換えた問題もほぼ毎回必ず出題された。
- 正解者はそのまま起立、次の問題へ進める。不正解者は、特例を除いて失格、以降の問題の解答権を失う。ただし途中で正解者がいなくなった場合、全員に解答権を付与して再開する。 
  - 林家こぶ平が司会をしていた時期は、前半戦で失格になった人を対象に「運命の選択」として敗者復活戦を実施。こぶ平が振るサイコロが○×どちらの目を出すかや、街頭アンケートに関する2択クイズ等、勘で答える2択問題を1問出題。正解だと思う選択肢のプラカードを持ったアシスタントの元へ寄って解答。正解であれば解答権が復活して後半戦へ進めるが、不正解であれば失格のまま。
- 前半戦は失格者を含めて周りとの相談は良かったが、後半戦は相談は禁止であり自力で考えていくこととなった。
- 最終的に男子が多く残っていればボーイズチームの勝利、女子が多く残っていればガールズチームの勝利となる。

#### 賞品
- 全問正解を達成すると「天才賞」、最後の前の問題まで正解（最後の問題不正解）で「秀才賞」、最後の前の前の問題まで正解（最後の前の問題不正解）で「奮闘賞」が贈られた。
  - 天才賞の賞品は時期によって異なるが、初期にはラジオ、映写機、カメラなどが贈られていた。時期が経つと、自転車、天体望遠鏡、地球儀が贈られるようになり最終回まで変更はなかった。その他の賞品については時期によって変更されていた。代表的な物にテレビゲーム、ラジカセ、ウォークマン、その他玩具などがある。
  - 「天才賞」を獲得した出場者はアシスタントによって角帽とマントを着させられその後で大量の紙吹雪を浴び、放送上では獲得の瞬間にファンファーレとともに「天才出現!」というテロップが映し出された。○✕の帽子と異なり角帽等は賞品として与えられなかった。
  - 「秀才賞」は当初は「天才賞」にほぼ近い賞品だが、10,000円分の図書券だった時期もある。のちに図書券は負け組の残念賞に回される「奮闘賞」には番組開始当初は国語辞典の広辞林、のちに天才博士の目覚まし時計などの番組ノベルティーグッズなどが贈られた。
- 最終的に残った人数が多かった方のチームには敷島製パンの製品、末期は天才博士の文具セットの「勝組賞」が贈られた。両チーム同数の場合は両チームとも「勝組賞」を獲得。 これとは別に、出場した児童らに「参加賞」として敷島パンの製品が贈呈されていた。
- 数問残った状態で両チーム60人の解答者が全員失格になるケースも度々あり、その場合は余った問題を用いて「おまけしましょうクイズ」を実施。解答者60人の解答権を全員復活させた上で残りの問題を行い、最後まで残った者には記念品として番組特製のシャープペン、後にソーラー電卓を進呈した。

### 2001年4月 - 番組終了まで

#### ルール
- 参加チームは、CBCの放送エリアである東海3県内の小学校を対象[* 10]、性別・学年は問わない同じ小学校の6人一組、8チームによる対戦を行う。参加申し込みは主に小学校の先生が取り纏め申し込みを行っている場合が多い。
- クイズは前半3ステージの得点上位2チームがファイナルステージで対決する。
  - 前半ステージでは、Yes/No問題以外にも、記述式の問題や近似値問題、早押しクイズ等が出題された。
- ファイナルステージは4問のYes/No問題。Yesの場合は白い帽子をかぶり、Noの場合は赤い帽子をかぶる。正解すれば次の問題の解答権が与えられるが、不正解の場合はそこで失格。個人戦で周りとの相談は禁止。これまで同様紅白のこの帽子は後で参加記念に貰える
- 全問正解で「天才賞」獲得。「天才賞」獲得者が多いチームがチーム戦優勝となる。
- 4問終了までに一方のチームが全滅した場合はそこでチーム戦優勝が決まるが、「天才賞」を決定するために最後まで出題する。

#### 賞品
- チーム戦優勝チームには「天才博士」のトロフィーと文具セットをプレゼント。「天才賞」獲得者にはメダルと賞品獲得。なお、負けたチームでも全問正解なら「天才賞」獲得。

## 番組の終焉
- 前述のとおり2001年、大幅なルールの変更が行われた。その時点でCBC側は打ち切りも検討していたが、番組スポンサーの敷島製パンの当時の社長・盛田淳夫が番組の続投を訴えたことで打ち切りは回避された。
- 「学校の週休2日制がスタートしたことや、学習塾に通う児童が激増し子どもたちを取り巻く環境が大きく変化した」[5]ことから2004年9月25日に番組終了。最終回の第1930回は「ありがとう!さようなら!天才クイズ」と題し、同窓会という事もあって、天才クイズに出場した現小学生1930名と元小学生1930名の合計3860名が一堂に会した。当時の現司会者であった林家こぶ平に加え、初代の久里、2代目の高松、3代目の斉藤といった歴代の司会者が勢ぞろいした。ラストで林家が「今まで、天才クイズを視聴していた全ての小学生の君たち。我々はこの番組できっと集まると嬉しい限り、そして僕らが視聴していた小学生たちと一緒にお子さんとして、初めて生まれたばかりの教育ママと呼ばれたクイズの中でも楽しさを伝える限り、未来に向かって頑張っていきたいと思います。長い間、本当にありがとうございました」と感謝の気持ちを綴った。エンディングでは「天才クイズの歌」を歴代司会者と出場者全員で合唱して終了となった。1967年7月から始まった当番組は37年2か月の放送に幕を降ろした。その際に、CBCは「夏休みや春休みなどで単発で続けたい」と発表していた。

## 番組終了後

### オトナの天才クイズ
2016年12月3日16:00から、CBCテレビ開局60周年記念企画として『Pascoプレゼンツ オトナの天才クイズ』が放送された。タイトルが示す通り、18歳以上の一般視聴者が解答者として出演。同番組のMCは愛知県小牧市出身のお笑いコンビ・スピードワゴンの井戸田潤とCBCアナウンサーの渡辺美香が、天才博士の声はレギュラー放送と同じく鎌田が務めた。3代目天才博士は放送当時のような着ぐるみではなく、口を手で動かすタイプのパペットとして登場した。「ご意見番」として井戸田の相方の小沢一敬（愛知県知多市出身・甘い言葉の天才）、至学館大学レスリング部監督の栄和人（レスリング指導の天才）、岐阜県高山市出身でタレントの清水ミチコ（ものまねの天才）が出演した他、回答席にはリオデジャネイロオリンピック金メダリストの登坂絵莉、川井梨紗子、土性沙羅（三重県松阪市出身）を初め50チーム・150名が出場したが、ラスト前の2問目で全員が不正解となってしまい、天才賞獲得者は出なかった。本放送当時は出場者はホールのステージ側に立っていたが、今回は第1ステージまで本放送当時観覧者が座っていた客席側で回答し、勝ち残った出場者がステージ側に移動して第2ステージに臨んだ。同番組中には、この番組の歴代司会者や名場面からの出題、番組の内容とのコラボによるインフォマーシャルとして、「Pascoの超熟の初売は、スピードワゴンの結成より早いか」というクイズや、エンディングには、スタッフが天才ハットを持参して敷島製パン本社を訪れ、盛田淳夫社長に対し「今後も、敷島製パンは『天才クイズ』を応援するか?」という問題を出した。

### 復活!天才クイズ
- 2022年8月27日13:00-13:54に、レギュラー終了から18年を経て、初の本格的な復活特番として『Pascoプレゼンツ 復活!天才クイズ』と題して放送。出場者を小学生チームに戻し、スピードワゴンの井戸田・小沢によるMCに、狩野英孝と秋本帆華（TEAM SHACHI）をゲストに迎え、愛知学院大学名城キャンパス等でオールロケとなった。天才博士は前回同様、パペット出演。

### 新天才クイズ 2023年夏
2023年8月26日13:00-13:30に、『Pascoプレゼンツ 新天才クイズ 2023年夏』放送。新MCには名古屋市熱田区出身であり、「天クイリアル世代」でもあるお笑いトリオ・パンサーの向井慧を迎える。応援隊として村上佳菜子、あばれる君が出演。天才博士の声はCBCアナウンサーの永岡歩。提供読み（ナレーター）はアナウンサーの渡辺美香。レギュラー番組時代と同様のCBCホールでの収録に戻り、ローカル放送のほか、インターネット配信をした。小学生3人チームでの応募は前回までと同様ではあるが、20チーム60名の児童が個人で天才賞を目指すスタイルに回帰、チーム内で相談出来る前半4問と相談せずに答える後半3問の計7問全て正解で天才賞となる。放送終了後も、春休みなどの長期休暇に特番を継続する構想も検討しているという。

### 新天才クイズ～2024春～
2024年3月30日17:00-17:30に、『Pascoプレゼンツ 新天才クイズ～2024春～』放送。MCは前回に引き続き向井慧。応援隊として平野ノラが出演。

### 新天才クイズ～2024夏～
2024年夏は、8月の毎週土曜日（3，10，17，24日）に4週に渡って放送。応援隊は前半2週はチャンカワイ、後半2週は松陰寺太勇が担当、のべ2371組からの参加申込がありその中から選ばれた各週20組60名の児童が天才賞を目指す様子が放送される。今回の新ルールとして、前半4問終了時点で11名以上が残っていた場合は、数字で答える近似値問題1問を出題し、ステージに上がって後半に挑める10名に絞り込む「ステージチャレンジ」を実施する。

### 新天才クイズ～2024冬～
- 2024年冬は、12月21日と28日の2週に渡って放送。応援隊はキンタロー。。問題数は10問に増加。7問目が終わるか残り人数が10名を下回るまでを前半戦として、前回の「ステージチャレンジ」に代わり、既に前半戦で不正解だった児童を対象とした敗者復活クイズ（スタジオに登場した、一芸に秀でた小学生が披露する実演の結果を予想する近似値問題）も出題、前半戦の全問正解者に敗者復活クイズで正解に近かった人も加えた10名が後半戦に進むルールで行われた。

### 新天才クイズ～2025春～
- 2025年春は、3月22日と29日の2週に渡って放送。応援隊は松陰寺太勇（ぺこぱ）。

### 新天才クイズ～2025夏～
- 2025年夏は、8月の土曜日（9，16，23，30日）に4回シリーズで放送されることが決定している。応援隊は第1週・第2週が引き続き松陰寺太勇（ぺこぱ）、第3週・第4週はラパルフェ。問題数は10問で、7問目終了時点で正解者が10名を超える場合は近似値クイズの「ステージチャレンジ」で10名が後半3問へ進出するルールで行われた。

### その他
『Pascoプレゼンツ オトナの天才クイズ』として2016年に放送されるまで、単発での復活特番は放送されていなかった。その一方でCBCの特番や主催のイベントでの企画の1つとして天才クイズが行われることが多い。
- 2006年8月12日に『民放5局史上最大のコラボレーション!地デジ夏祭り2006全部見せます!』の1コーナーとして、2代目博士がCGで作られたテレビにて復刻。声も鎌田が生であてていた。どちらもCBCテレビの放送エリアである三重県出身の磯野貴理子と小倉久寛が実際に帽子をかぶり、問題に挑戦した。正解した小倉は天才賞を獲得し、天体望遠鏡を獲得した。
- 愛・地球博記念公園第2期OPEN記念&愛・地球博開幕2周年記念事業の一環として、2007年4月1日にモリコロパークにてCBC主催の「万博天才クイズ」なるイベントが開催され、同年8月18日・19日にオアシス21にて開催された「愛･地球博理念継承二周年記念事業 市民大交流フェスタ2007」の会場でもステージイベントとして再び「万博天才クイズ」が行われた。この「万博天才クイズ」で参加者に渡された天才ハットは赤色ではなく緑色になっていた。
- 放送開始当時、2インチVTRは非常に高価であったため上書きで使い回されており、少なくとも初代天才博士時代の番組映像はCBCに保存されていなかった。しかし、番組で最初に天才賞を獲得した、当時小学生の男性の親が客席から収録の様子を撮影した8mmフィルムがビデオテープとして現存しており、2016年5月5日15:58 - 17:50にCBCテレビで放送された特番「60サンキュ!サプライズ感謝祭」で放送。CBCに残されていなかった初代天才博士の動く姿が放送された。